# Paris illustré
Paris illustré est un magazine illustré français fondé en 1883 et disparu en 1920.

## Histoire
Il existait un Paris illustré auparavant, hebdomadaire publié de mars à juin 1870 par A. L G. Delahaye et Ch. P. Duplessis,.
Fondé par René Baschet et lancé en mai 1883, Paris illustré est d'abord mensuel ; le premier sommaire porte sur le Salon de Paris. Chaque numéro est en principe thématique, présenté dans une pochette contenant le cahier illustré, lequel est introduit par une illustration couleurs qui change tous les mois. Ce support comprend parmi les premières reproductions en couleurs d'après des procédés mécaniques, dérivés de la typogravure, développés par Charles Gillot qui signe les gravures. L'impression est assurée par A. Lahure, 9 rue de Fleurus ; le tirage annoncé est de 25 000 exemplaires. La rédaction fait d'abord appel à de nombreux illustrateurs, puis à des clichés de photographes, à partir de la fin des années 1890.
Fin 1886, le périodique est revendu à Goupil & Cie qui en fait un hebdomadaire. En juin 1898, il lance un supplément mensuel, Les Sports modernes.
Jusqu'en 1894, Le Figaro illustré reprend des contenus déjà publiés dans Paris illustré.
Le dernier numéro semble sortir en juin 1920.

## Exemples d'illustrations

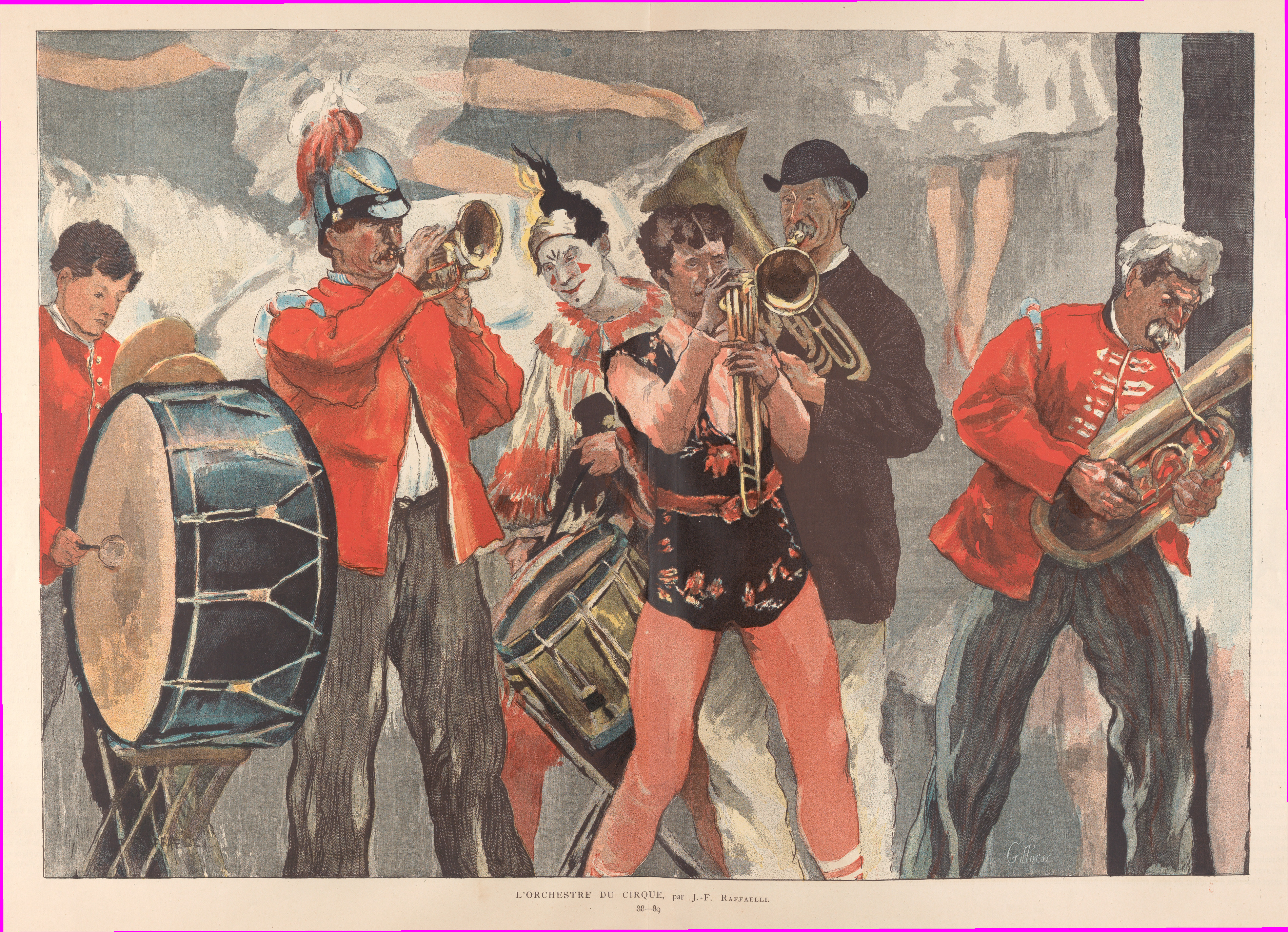
Jean-François Raffaëlli, L'Orchestre du cirque (« Les fêtes foraines », 1884)
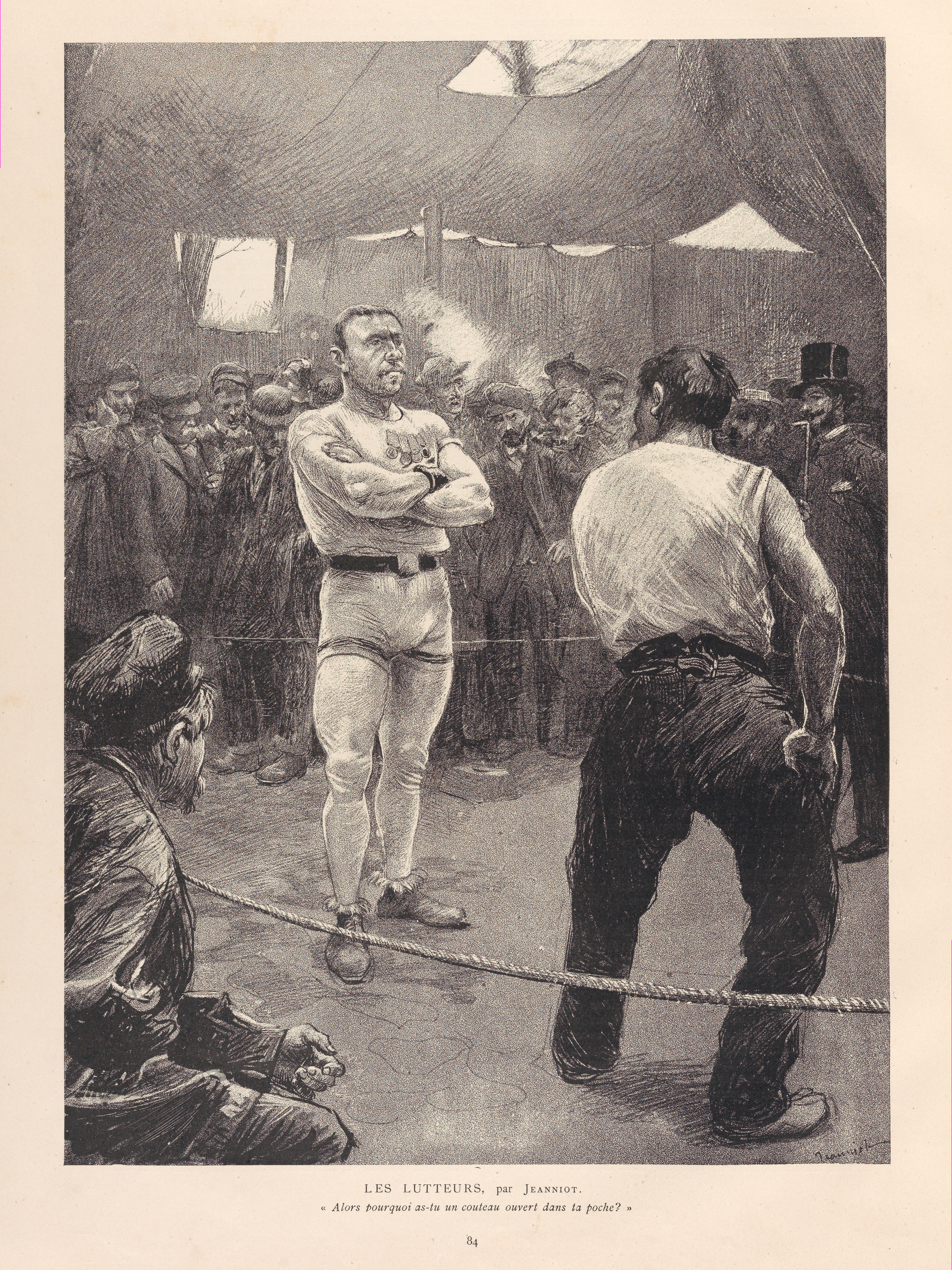
Pierre Georges Jeanniot, Les lutteurs (« Les fêtes foraines », 1884)
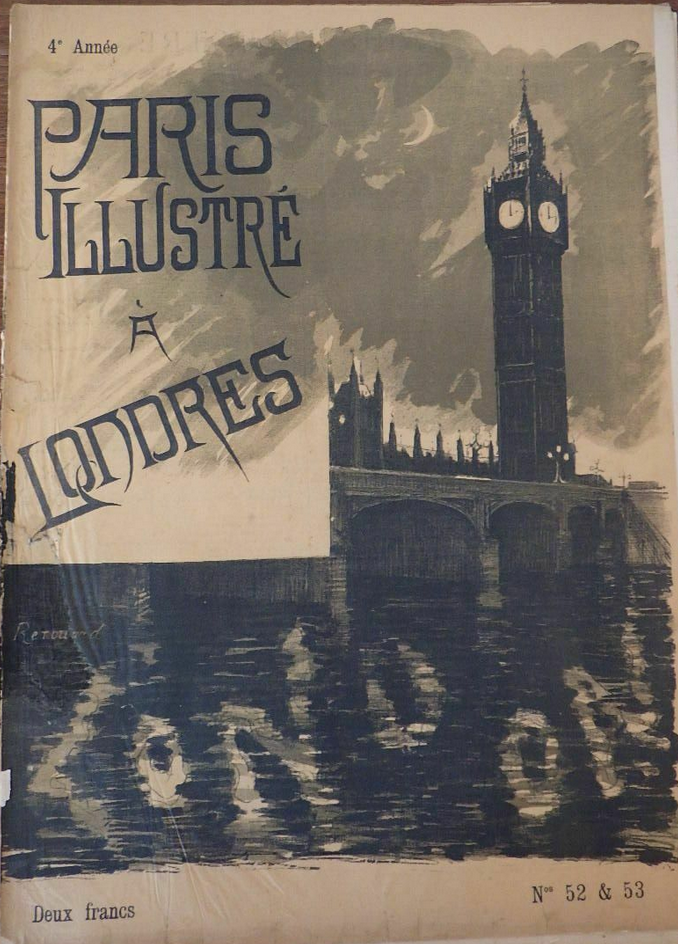
Paul Renouard, London (« À Londres », octobre 1886)
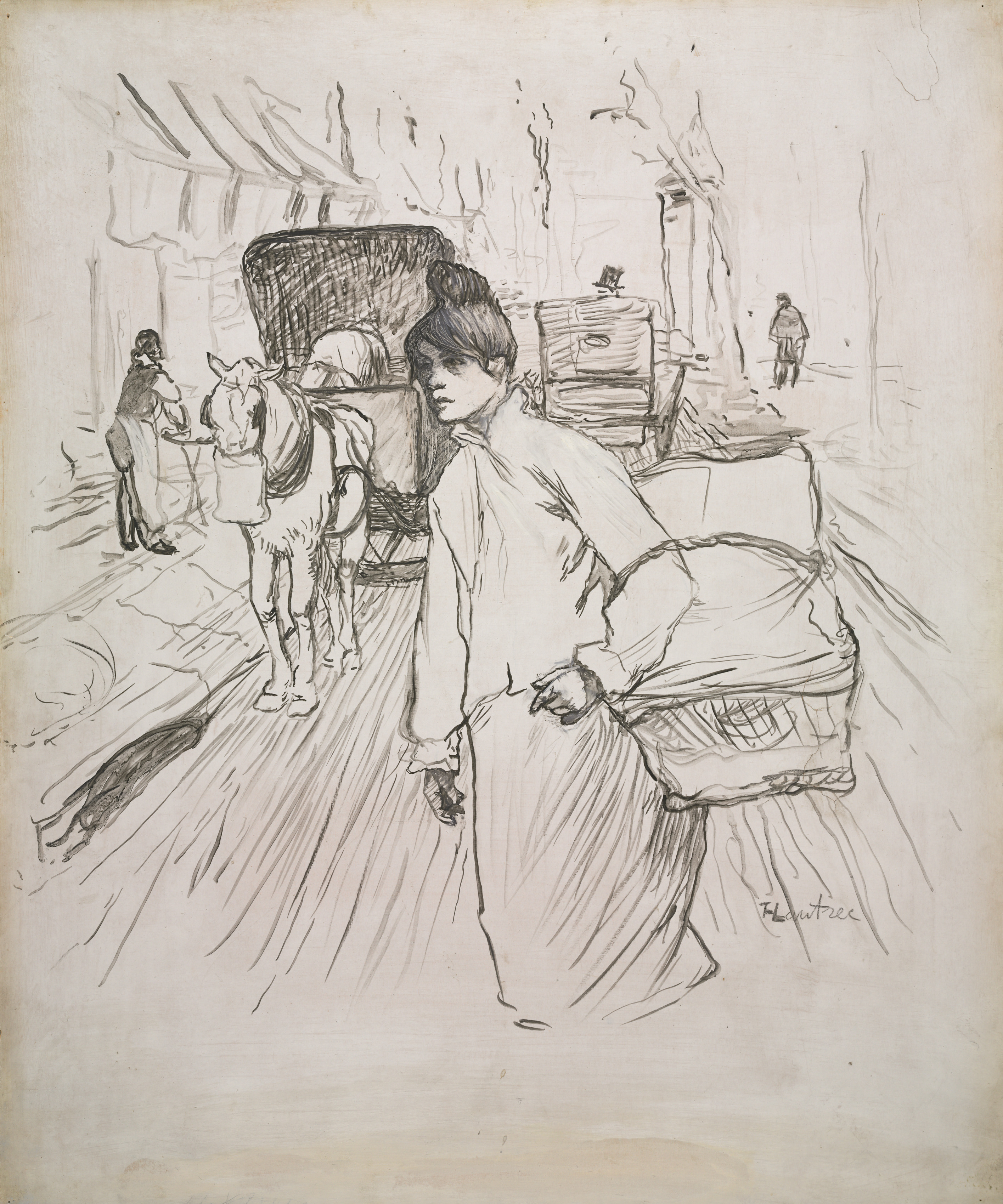
Toulouse-Lautrec, La Lavandière (« L'Été à Paris », 1888)
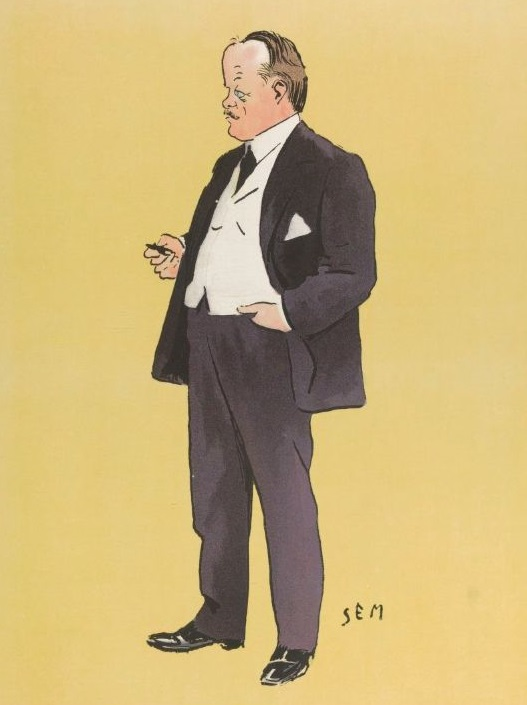
Sem, Charles-Henri Brasier (juillet 1907)